# Pilźnionek
Pilźnionek (dawn. Pilznionek, także Pilzniówek) – część miasta Pilzna w Polsce, położona w województwie podkarpackiem, w powiecie dębickim.
Leży na północ od centrum miasta, głównie w regionie ul. Kraszewskiego. Swoją lokalizację ma tu siedziba firmy Omega Pilzno. W okolicy dominuje zabudowa mieszkaniowa jednorodzinna.
Dawniej samodzielna wieś i gmina jednostkowa w powiecie pilzneńskim, od 1920 w województwie krakowskim. W 1921 roku ludność Pilznionka spisano razem z Pilznem i Dulczówką (3546).
31 grudnia 1925 gminę Pilznionek zniesiono, włączając ją do miasta Pilzna.